# کوه چهل دختر (کوهسرخ)
کوه چهل دختر نام کوهی با ارتفاع ۱۸۳۸ واقع در شهرستان کوهسرخ، استان خراسان رضوی است. این کوه زیرمجموعهٔ رشته‌کوه کوهسرخ می‌باشد.